# Мартинович, Нада
Нада Мартинович (серб. Нада Мартиновић, 11 августа 1967, Шабац) — сербский и американский музыкальный педагог, дирижёр, хормейстер, композитор, бывший профессор Кентского университета, программный аналитик.

## Биография
Родилась в Сербии в 1967 году, в городе Шабац. Окончила начальную и среднюю школу, в то же время посещала младшую и среднюю музыкальную школу (фортепиано). В Белграде окончила музыкальный факультет, теоретическое отделение. После окончания учёбы на протяжении 10 лет работала в музыкальной школе Шабац преподавателем сольфеджио, фортепиано и теоретических предметов. С 1997 года живёт в Кливленде, штат Огайо, США. По приезде поступила в магистратуру и через три года получила степень магистра музыкальной педагогики в Университете штата Кливленд. Во время учебы она работала в Кливлендском государственном университете и Кентском государственном университете, где получила докторскую степень и где в настоящее время работает доцентом кафедры музыкальной педагогики. У нее двое сыновей — Виктор и Лука.

## Профессиональная деятельность
На протяжении 25 лет работает в разных направлениях с целью сохранения сербского языка и культуры среди этнических сербов в Кливленде. В 2002 году был создан детский хор Святого Саввы, в нём поют дети прихожан двух сербских церквей Кливленда. Занятия проходят на сербском языке, детям прививают любовь к культуре и языку сербского народа. Периодически организовывает мероприятия как внутри сербской общины, так и с представителями других этнических общностей Кливленда:
- Показ сербского фольклорного фонда — 2015 (октябрь)[5]
- Месяц Восточной Европы — 2016 (апрель)[6]
- Гимн на сербском языке на ТК «Fox» — 2016 (сентябрь)[4]